# 長澤實導
長澤 實導（ながさわ じつどう、1910年（明治43年）2月16日 - 1968年（昭和43年）12月20日）は、日本の仏教学者。大正大学教授。真言宗智山派満福寺第29世。権大僧正。

## 経歴
1910年、愛知県名古屋市中区の商家・藤田家に生まれる。幼名、清比古。1923年（大正12年）、故あって同市同区の福生院（袋町お聖天）松平實亮の室に入る。1924年（大正13年）、師に随い受戒得度、僧名實導となる。1925年（大正14年）、旧制愛知県立熱田中学校（現・愛知県立瑞陵高等学校）に入学。仏門の徒弟の身ながら、師の許しのもと高校野球に専念、甲子園を目指すも愛知県予選の決勝で敗れる。
1928年（昭和3年）、熱田中学を卒業し宗立大学智山専門学校本科（現・大正大学）に進学。1934年（昭和9年）、卒業とともに宗派の委託研究生となり、教授・高井観海に師事。唯識を中心とした大乗仏教思想史の研究に励む。1935年（昭和10年）、栃木市満福寺の長澤泰隆の三女・泰子と結婚入籍、長澤姓となる。
1940年（昭和15年）、智山専門学校講師に就任、悉曇学を担当。1943年（昭和18年）、智山専門学校が大正大学と合併し、同大学講師となった。戦時体制のなか、護国寺内の合同真言宗東京専修学院にも勤務。防空演習を日課とする。1944年（昭和19年）、大正大学助教授。

### 戦後
1949年（昭和24年）、大正大学教授。1950年（昭和35年）、ジュニャーナガルバの研究を中心とした「大乗仏教瑜伽行思想の一型態」により学位を取得。1964年（昭和39年）、同大学仏教学部長・図書館長、理事・評議員。この間、同大学梵文学研究室主任・仏教学研究室主任等を歴任。労苦を惜しまず懇切に学生の指導にあたるとともに、大学の枢機に参画し学術・教育両面の充実に尽力。教え子には、大正大学教授をはじめ仏教研究の道を進んだ人物が多い。
一方1965年（昭和40年）、自坊満福寺の住職に就任。同時期宗派において菩提院結衆に推され、総本山智積院所蔵の古文献を全書化した『智山全書』の出版に尽力。余乗部主任として重責を果す。1968年（昭和43年）、智山教化研究所の初代所長に就任。アカデミズムに裏付けされた布教教化の方法論を新機軸に、時代相応の布教教化の在り方を模索し資料の出版に尽力、現在の宗団教化の礎となった。智山教化研究所はのちに智山伝法院に改組され、長澤がめざした以上の智山アカデミズムを発揮している。
東大安田講堂事件など学園紛争の余波を受けて心労が続き、また設立間もない智山教化研究所の基礎作りにも時間を費やすなど、過労が重なった1968年（昭和43年）11月、クモ膜下出血を発症し、12月20日、59歳で死去。病床で「東大はどうなった」をくり返し、大正大学への波及を憂慮していた。枕元には仏教学界の巨匠宮本正尊から贈られた「学山に寒燈かかげ君逝けり」の弔句が添えられ、葬儀には学長の櫛田良洪をはじめ大正大学関係者・学界人・宗派諸大徳が多く参列した。大正大学の先輩学匠である真言宗智山派管長那須政隆が大導師を務めた。

## 研究内容・業績
サンスクリット語の仏教文献（梵本原典）とチベット語訳・漢訳との比較対照研究をもとに、初期唯識から後期中観・密教に至るまで幅広い研究を行った。とくに瑜伽行中観派のジュニャーナガルバ（智蔵）の研究に先駆的学績を残した。
また、初代智山教化研究所（現在の智山伝法院の前身）所長として、学問的な裏付けにもとづいた布教教化の在り方や資料の出版につとめ、宗団教化の基礎を築いた。

## 交友関係
兄弟弟子に寺島實仁（智山専門学校教授、西洋哲学、ハイデッガー『存在と時間』訳者）、松平實禅（名古屋市福生院、真言宗智山派集議席）、大鹿實秋（東京水産大学ほか教授、仏教学）ら。

## 家族・親族
- 長男：長澤弘隆は密教21フォーラム事務局長。
- 兄：藤田金一郎は東北大学建築学教授。
- 姉：見田公子は見田石介の妻となった。
- 母方（杉山家）の親戚に東儀秀子（西村秀子）、義兄には田嶋隆純がいる。

## 論文
- INBUDS>長澤實導
- CiNii>長澤實導

## 関連資料
- 長澤實導『大乗仏教瑜伽行思想の発展形態』智山勧学会（1969年）
- 長澤實導『瑜伽行思想と密教の研究』大東出版社（1978年）
- 『印度学仏教学研究』日本印度学仏教学会
- 『日本仏教学会年報』日本仏教学会
- 『大正大学研究紀要』大正大学
- 『智山学報』智山勧学会
- 『智山全書』智山全書刊行会（1967年）